# Лапшино (Костромская область)
Лапшино — село в Вохомском районе Костромской области России. Административный центр Лапшинского сельского поселения.

## География
Село находится в северо-восточной части Костромской области, в подзоне южной тайги, на левом берегу реки Большой Паговец, на расстоянии приблизительно 14 км (по прямой) к северу от посёлка Вохма, административного центра района. Абсолютная высота — 160 метров над уровнем моря.

### Климат
Климат характеризуется как умеренно континентальный, с продолжительной холодной зимой и коротким умеренно тёплым летом. Средняя температура воздуха самого холодного месяца (января) — −13,7 °C (абсолютный минимум — −41,5 °C); самого тёплого месяца (июля) — 17,4 °C (абсолютный максимум — 32 °С). Годовое количество атмосферных осадков — 550—650 мм, из которых большая часть выпадает в тёплый период. Снежный покров устанавливается в середине ноября и держится до середины апреля. Господствующими ветрами являются южный и юго-западный.

### Часовой пояс
Село Лапшино, как и вся Костромская область, находится в часовой зоне МСК (московское время). Смещение применяемого времени относительно UTC составляет +3:00.

## История
Согласно местным краеведческим данным, первые дома на месте села появились около 1690 года. Развитию поселения способствовала проходившая через него торговая дорога «Старая Орловская».
С 1837 по 1924 год село было центром Лапшинской волости Никольского уезда Вологодской губернии (до 1918 года). До создания Костромской области в 1944 году Вохомский район входил в состав Вологодской области.
В 1744 году в Лапшино была перенесена деревянная церковь из села Ратчины. В 1860 году заложен каменный храм в честь Казанской иконы Божией Матери, в 1870 году — придел в честь священномученика Власия. Храм был закрыт в 1930-х годах, здание передано школе под интернат и мастерские. В 1961 году на месте разрушенного храма был построен сельский клуб, который сгорел в 1998 году.
В 1924 году Лапшинская волость была разделена на 5 сельсоветов, включая Лапшинский. В 1959 году произошло укрупнение местных колхозов, в результате которого был образован единый колхоз «Победа». По данным на 1943 год, в Лапшинском сельсовете насчитывалось 21 населенный пункт и 455 хозяйств; к началу 2010-х годов число населенных пунктов сократилось до 8 (включая 1 необитаемый), а хозяйств — до 154.

## Население
| 2008 | 2010 | 2014 |
| ---- | ---- | ---- |
| 113  | ↘99  | ↘92  |

### Национальный состав
Согласно результатам переписи 2002 года, в национальной структуре населения русские составляли 100% из 146 человек.